# Mistrovství světa ve fotbale hráčů do 20 let 2023 (soupisky)
Soupisky na Mistrovství světa ve fotbale hráčů do 20 let 2023, které se hrálo v Argentině.
| Zlato              | Stříbro           | Bronz             |
| ------------------ | ----------------- | ----------------- |
| Uruguay • Soupiska | Itálie • Soupiska | Izrael • Soupiska |

## Skupina A

### Argentina
Hlavní trenér:  Javier Mascherano
| Jméno                | Datum narození | Klub                                |
| Brankáři             | Brankáři       | Brankáři                            |
| -------------------- | -------------- | ----------------------------------- |
| Federico Gomes Gerth | 5.3.2004       | CA Tigre                            |
| Lucas Lavagnino      | 22.8.2004      | CA River Plate                      |
| Nicolás Cláa         | 5.8.2004       | CA Lanús                            |
| Obránci              |                |                                     |
| Lautaro Di Lollo     | 10.3.2004      | CA Boca Juniors                     |
| Valentín Barco       | 23.7.2004      | CA Boca Juniors                     |
| Agustín Giay -       | 16.1.2004      | CA San Lorenzo de Almagro           |
| Valentín Gómez       | 26.6.2003      | CA Vélez Sarsfield                  |
| Tomás Avilés         | 3.2.2004       | Racing Club                         |
| Román Vega           | 1.1.2004       | FC Barcelona                        |
| Záložníci            |                |                                     |
| Federico Redondo     | 18.1.2003      | Argentinos Juniors                  |
| Máximo Perrone       | 7.1.2003       | Manchester City FC                  |
| Valentín Carboni     | 5.3.2005       | FC Inter Milán                      |
| Mateo Tanlongo       | 12.8.2003      | Sporting CP                         |
| Gino Infantino       | 19.5.2003      | Rosario Central                     |
| Ignacio Miramón      | 12.6.2003      | Club de Gimnasia y Esgrima La Plata |
| Útočníci             |                |                                     |
| Juan Gauto           | 2.6.2004       | CA Huracán                          |
| Alejo Véliz          | 19.9.2003      | Rosario Central                     |
| Matías Soulé         | 15.4.2003      | Juventus FC                         |
| Luka Romero          | 18.11.2004     | SS Lazio                            |
| Brian Aguirre        | 6.1.2003       | CA Newell's Old Boys                |
| Ignacio Maestro Puch | 13.8.2003      | CA Tucumán                          |

### Uzbekistán
Hlavní trenér:  Ravšan Chajdarov
| Jméno                    | Datum narození | Klub                   |
| Brankáři                 | Brankáři       | Brankáři               |
| ------------------------ | -------------- | ---------------------- |
| Edem Nemanov             | 25.12.2003     | FK Čigatoj             |
| Asror Kenžajev           | 15.7.2004      | FK Neftči Fergana      |
| Otabek Bojmurodov        | 5.6.2003       | Pachtakor Taškent FK   |
| Obránci                  |                |                        |
| Izzatillo Pulatov        | 15.6.2003      | PFK Metallurg Bekabad  |
| Abdukodir Chusanov       | 29.2.2004      | FK Energetik-BGU Minsk |
| Abubakir Ašurov          | 12.6.2003      | Pachtakor Taškent FK   |
| Jachongir Urozov         | 18.1.2004      | FK Bunjodkor           |
| Zafarmurod Abdurachmatov | 28.4.2003      | FK Nasaf Qarši         |
| Dijor Ortikbojev         | 6.1.2003       | Pachtakor Taškent FK   |
| Saidafzalchon Achrorov   | 20.1.2003      | FK Turon Jajpan        |
| Machmud Machamadjonov    | 30.6.2003      | FK Bunjodkor           |
| Záložníci                |                |                        |
| Bechruz Askarov          | 8.3.2003       | Pachtakor Taškent FK   |
| Umarali Rachmonalijev -  | 18.8.2003      | FK Rubin Kazaň         |
| Šerzod Esanov            | 1.2.2003       | FK Andijon             |
| Abbosbek Fajzullajev     | 3.10.2003      | Pachtakor Taškent FK   |
| Šachzod Rachmatullajev   | 7.5.2003       | Pachtakor Taškent FK   |
| Nodir Abdurazzakov       | 27.5.2004      | FK AGMK                |
| Šachzod Akromov          | 7.2.2004       | FK Nasaf Qarši         |
| Útočníci                 |                |                        |
| Rustam Turdimurodov      | 4.4.2004       | Pachtakor Taškent FK   |
| Pulatchuja Choldorchonov | 6.7.2003       | Pachtakor Taškent FK   |
| Šachzod Nematjonov       | 6.8.2003       | PFK Metallurg Bekabad  |

### Guatemala
Hlavní trenér:  Rafael Loredo
| Jméno              | Datum narození | Klub                  |
| Brankáři           | Brankáři       | Brankáři              |
| ------------------ | -------------- | --------------------- |
| Fausto Delgado     | 17.9.2005      | Global Soccer Academy |
| Jorge Moreno       | 28.12.2004     | Comunicaciones FC     |
| David Aldana       | 24.4.2003      | CSD Municipal         |
| Obránci            |                |                       |
| Randall Corado     | 1.9.2004       | CSD Municipal         |
| Emerson Raymundo   | 21.7.2003      | CD Suchitepéquez      |
| Mathius Gaitán     | 31.1.2003      | CSD Municipal         |
| Arián Recinos      | 3.2.2005       | New York Red Bulls    |
| Jonathan Franco -  | 26.7.2003      | CSD Municipal         |
| Andy Domínguez     | 18.2.2003      | Comunicaciones FC     |
| Jeshua Urizar      | 19.10.2004     | CS Deportivo Mixco    |
| Figo Montaño       | 7.4.2004       | CSD Municipal         |
| Záložníci          |                |                       |
| Carlos Santos      | 5.8.2003       | CD Iztapa             |
| Daniel Cardoza     | 15.3.2004      | Comunicaciones FC     |
| Néstor Cabrera     | 12.11.2003     | Rutgers University    |
| Rudy Muñoz         | 6.2.2005       | CSD Municipal         |
| Allan Juárez       | 2.2.2004       | UC Berkeley           |
| José Espinoza      | 10.9.2003      | CSD Zacapa            |
| Edy Palencia       | 6.1.2004       | Comunicaciones FC     |
| Útočníci           |                |                       |
| Jefry Bantes       | 8.3.2004       | CSD Municipal         |
| Arquimides Ordóñez | 5.8.2003       | FC Cincinnati         |
| Anderson Villagrán | 10.5.2003      | CD Malacateco         |

### Nový Zéland
Hlavní trenér:  Darren Bazeley
| Jméno             | Datum narození | Klub                   |
| Brankáři          | Brankáři       | Brankáři               |
| ----------------- | -------------- | ---------------------- |
| Kees Sims         | 27.3.2003      | Ljungskile SK          |
| Henry Gray        | 29.3.2005      | bez angažmá            |
| Alby Kelly-Heald  | 18.3.2005      | Wellington Phoenix FC  |
| Obránci           |                |                        |
| Jackson Jarvie    | 1.5.2003       | Eastern Suburbs AFC    |
| Adam Supyk        | 21.2.2004      | Eastern Suburbs AFC    |
| Isaac Hughes      | 25.3.2004      | Wellington Phoenix FC  |
| Finn Surman -     | 23.9.2003      | Wellington Phoenix FC  |
| Everton O'Leary   | 4.10.2004      | Birkenhead United AFC  |
| Finn Linder       | 6.5.2004       | Vancouver Whitecaps FC |
| Aaryan Raj        | 4.5.2003       | Eastern Suburbs AFC    |
| Lukas Kelly-Heald | 18.3.2005      | Wellington Phoenix FC  |
| Záložníci         |                |                        |
| Fin Conchie       | 10.8.2003      | Wellington Phoenix FC  |
| Noah Karunaratne  | 27.6.2003      | Wellington Phoenix FC  |
| Jackson Manuel    | 24.2.2003      | Western Springs AFC    |
| Jay Herdman       | 14.8.2004      | Vancouver Whitecaps FC |
| Dan McKay         | 27.11.2003     | Wellington Phoenix FC  |
| Útočníci          |                |                        |
| Oliver Colloty    | 4.7.2003       | bez angažmá            |
| Norman Garbett    | 27.2.2004      | Potenza Calcio         |
| Oliver Fay        | 16.7.2003      | Ljungskile SK          |
| Ben Wallace       | 26.3.2004      | Wellington Phoenix FC  |
| Kian Donkers      | 12.9.2004      | NEC Nijmegen           |

## Skupina B

### USA
Hlavní trenér:  Mikey Varas
| Jméno            | Datum narození | Klub                 |
| Brankáři         | Brankáři       | Brankáři             |
| ---------------- | -------------- | -------------------- |
| Gabriel Slonina  | 15.5.2004      | Chelsea FC           |
| Antonio Carrera  | 15.3.2004      | FC Dallas            |
| Alex Borto       | 6.11.2003      | Fulham FC            |
| Obránci          |                |                      |
| Michael Halliday | 22.1.2003      | Orlando City SC      |
| Caleb Wiley      | 22.12.2004     | Atlanta United FC    |
| Joshua Wynder    | 2.5.2005       | Louisville City FC   |
| Brandan Craig    | 7.4.2004       | Philadelphia Union   |
| Jonathan Gómez   | 1.9.2003       | Real Sociedad        |
| Marcus Ferkranus | 10.5.2003      | Los Angeles Galaxy   |
| Justin Che       | 18.11.2003     | TSG 1899 Hoffenheim  |
| Záložníci        |                |                      |
| Daniel Edelman - | 28.4.2003      | New York Red Bulls   |
| Jack McGlynn     | 7.7.2003       | Philadelphia Union   |
| Diego Luna       | 7.9.2003       | Real Salt Lake       |
| Niko Tsakiris    | 19.6.2005      | San Jose Earthquakes |
| Owen Wolff       | 30.12.2004     | Austin FC            |
| Obed Vargas      | 5.8.2005       | Seattle Sounders FC  |
| Rokas Pukštas    | 25.8.2004      | HNK Hajduk Split     |
| Útočníci         |                |                      |
| Quinn Sullivan   | 27.3.2004      | Philadelphia Union   |
| Cade Cowell      | 14.10.2003     | San Jose Earthquakes |
| Kevin Paredes    | 7.5.2003       | VfL Wolfsburg        |
| Darren Yapi      | 19.11.2004     | Colorado Rapids      |

### Ekvádor
Hlavní trenér:  Miguel Bravo
| Jméno               | Datum narození | Klub                      |
| Brankáři            | Brankáři       | Brankáři                  |
| ------------------- | -------------- | ------------------------- |
| Cristhian Loor      | 9.3.2006       | Independiente del Valle   |
| Gilmar Napa         | 5.1.2003       | CS Emelec                 |
| Tony Jiménez        | 10.10.2003     | Guayaquil City FC         |
| Obránci             |                |                           |
| Stalin Valencia     | 10.10.2003     | Club Universidad Nacional |
| Christian García    | 6.7.2004       | CD Leganés                |
| Joel Ordóñez        | 21.4.2004      | Club Brugge KV            |
| Yeltzin Erique      | 27.3.2003      | LDU Quito                 |
| Daniel de la Cruz   | 6.3.2004       | LDU Quito                 |
| Maiky de la Cruz    | 13.8.2004      | Stade Reims               |
| Záložníci           |                |                           |
| Óscar Zambrano      | 20.4.2004      | LDU Quito                 |
| Sebastián González  | 6.6.2003       | LDU Quito                 |
| Nilson Angulo       | 19.6.2003      | RSC Anderlecht            |
| Denil Castillo      | 24.3.2004      | LDU Quito                 |
| Tommy Chamba        | 23.10.2004     | CS Emelec                 |
| Kendry Páez         | 4.5.2007       | Independiente del Valle   |
| Útočníci            |                |                           |
| Alan Minda          | 14.5.2003      | Independiente del Valle   |
| Justin Cuero -      | 18.3.2004      | Independiente del Valle   |
| Cristhoper Zambrano | 5.7.2004       | SD Aucas                  |
| Madison Mina        | 22.4.2003      | LDU Quito                 |
| Maelo Rentería      | 13.2.2004      | Independiente del Valle   |
| José Klinger        | 10.3.2005      | Independiente del Valle   |

### Fidži
Hlavní trenér:  Bobby Mimms
| Jméno                 | Datum narození | Klub                      |
| Brankáři              | Brankáři       | Brankáři                  |
| --------------------- | -------------- | ------------------------- |
| Aydin Mustahib        | 28.5.2004      | Auckland United FC        |
| Joji Vuakaca          | 24.3.2003      | Labasa FC                 |
| Isikeli Sevenaia      | 11.1.2003      | Nadroga FC                |
| Obránci               |                |                           |
| Peter Ravai           | 25.3.2003      | Rewa FC                   |
| Sakiusa Saqiri        | 11.6.2003      | Tavua FC                  |
| Arshad Khan           | 22.8.2005      | Macarthur Rams FC         |
| Josh Laqeretabua      | 26.9.2005      | Charlton Athletic FC      |
| Geary Gubu            | 28.4.2003      | Tailevu Naitasiri FC      |
| Mohammed Fataul       | 10.8.2003      | Ba FC                     |
| Samuela Navoce        | 22.7.2003      | Ba FC                     |
| Záložníci             |                |                           |
| Eneriko Matau         | 10.1.2004      | Nadi FC                   |
| Abdullah Aiyas        | 26.9.2003      | Bonnyrigg White Eagles FC |
| Thomas Dunn -         | 19.1.2003      | Navua FC                  |
| Nabil Begg            | 17.3.2004      | Ba FC                     |
| Gulam Razool          | 29.1.2004      | Ba FC                     |
| Clarence Hussain      | 4.7.2003       | Labasa FC                 |
| Sailasa Ratu          | 3.2.2004       | Tavua FC                  |
| Útočníci              |                |                           |
| Faazil Ali            | 8.5.2003       | Ba FC                     |
| Apisai Rabuka         | 23.10.2004     | Coastal Spirit FC         |
| Junior Dekedeke       | 25.3.2003      | Lautoka FC                |
| Sterling Vasconcellos | 19.4.2005      | Lautoka FC                |

### Slovensko
Hlavní trenér:  Albert Rusnák
| Jméno            | Datum narození | Klub                         |
| Brankáři         | Brankáři       | Brankáři                     |
| ---------------- | -------------- | ---------------------------- |
| Samuel Belaník   | 26.8.2003      | MŠK Žilina                   |
| Adam Hrdina      | 12.2.2004      | ŠK Slovan Bratislava         |
| Adam Danko       | 27.6.2003      | FK Pohronie                  |
| Obránci          |                |                              |
| Šimon Mičuda     | 28.1.2004      | AS Trenčín                   |
| Samuel Bagín     | 8.2.2004       | AS Trenčín                   |
| Dávid Ovšonka    | 17.1.2004      | FK Železiarne Podbrezová     |
| Sebastian Kóša   | 13.9.2003      | FC Spartak Trnava            |
| Marek Ujlaky     | 3.12.2003      | FC Spartak Trnava            |
| Nicolas Šikula   | 15.5.2003      | FK Železiarne Podbrezová     |
| Samuel Kopásek   | 22.5.2003      | MŠK Žilina                   |
| Záložníci        |                |                              |
| Ján Murgaš       | 27.3.2004      | FCM Flyeralarm Traiskirchen  |
| Artur Gajdoš     | 20.1.2004      | AS Trenčín                   |
| Máté Szolgai     | 27.7.2003      | FC ŠTK 1914 Šamorín          |
| Dominik Šnajder  | 22.7.2003      | MŠK Žilina                   |
| Mário Sauer      | 15.5.2004      | MŠK Žilina                   |
| Útočníci         |                |                              |
| Bálint Csóka     | 20.3.2003      | FC ŠTK 1914 Šamorín          |
| Adam Griger      | 16.3.2004      | Cagliari Calcio              |
| Timotej Jambor - | 4.4.2003       | MŠK Žilina                   |
| Adam Gaži        | 1.3.2003       | MFK Tatran Liptovský Mikuláš |
| Nino Marcelli    | 29.5.2005      | ŠK Slovan Bratislava         |
| Leo Sauer        | 16.12.2005     | Feyenoord                    |

## Skupina C

### Senegal
Hlavní trenér:  Malick Daf
| Jméno                 | Datum narození | Klub                    |
| Brankáři              | Brankáři       | Brankáři                |
| --------------------- | -------------- | ----------------------- |
| Alioune Niang         | 1.1.2003       | ASC Linguère            |
| Mamour N'Diaye        | 22.10.2005     | Oslo FA                 |
| Ndiack Sall           | 28.7.2003      | Espoirs de Guédiawaye   |
| Obránci               |                |                         |
| Souleymane Basse      | 6.11.2003      | Génération Foot         |
| Amidou Diop           | 8.3.2004       | Génération Foot         |
| Babacar N'Diaye       | 25.10.2004     | AS Douanes              |
| Seydou Sano           | 28.10.2004     | US Gorée                |
| Mouhamed Guèye        | 15.10.2003     | Diambars FC             |
| Mapenda Mbow          | 20.7.2004      | Espoirs de Guédiawaye   |
| Záložníci             |                |                         |
| Mouhamed Guèye        | 16.11.2003     | US Gorée                |
| Djibril Diarra        | 30.4.2004      | Génération Foot         |
| Mamadou Lamine Camara | 5.1.2003       | RS Berkane              |
| Mamadou Gning         | 22.12.2006     | Espoirs de Guédiawaye   |
| Ibrahima Cissoko      | 18.4.2003      | US Gorée                |
| Pape Demba Diop       | 4.9.2003       | SV Zulte-Waregem        |
| Útočníci              |                |                         |
| Ibrahima Seck         | 19.5.2004      | US Gorée                |
| Oumar Diouf           | 15.5.2003      | AF Darou Salam          |
| Souleymane Faye       | 8.2.2003       | CF Talavera de la Reina |
| Samba Diallo -        | 5.1.2003       | FK Dynamo Kyjev         |
| Libasse Ngom          | 4.12.2003      | Guédiawaye FC           |
| Mame Mor Faye         | 12.7.2005      | AF Darou Salam          |

### Japonsko
Hlavní trenér:  Koiči Togaši
| Jméno           | Datum narození | Klub                     |
| Brankáři        | Brankáři       | Brankáři                 |
| --------------- | -------------- | ------------------------ |
| Rjója Kimura    | 10.6.2003      | Nihon University         |
| Ju Kanošima     | 5.5.2003       | Rjucu Keizai University  |
| Rjusei Haruna   | 1.5.2004       | Mito HollyHock           |
| Obránci         |                |                          |
| Hajate Macuda   | 2.10.2003      | Mito HollyHock           |
| Hajato Tanaka   | 1.11.2003      | Kašiwa Reysol            |
| Šuta Kikuči     | 16.8.2003      | Šimizu S-Pulse           |
| Anrie Chase     | 24.3.2004      | VfB Stuttgart            |
| Jusei Jašiki    | 18.10.2003     | Óita Trinita             |
| Niko Takahaši   | 17.8.2005      | FC Barcelona             |
| Kota Takai      | 4.9.2004       | Kawasaki Frontale        |
| Záložníci       |                |                          |
| Riku Jamane     | 17.8.2003      | Jokohama F. Marinos      |
| Taiči Fukui     | 15.7.2004      | FC Bayern Mnichov        |
| Kurju Macuki -  | 30.4.2003      | FC Tokio                 |
| Kodai Sano      | 25.9.2003      | Fagiano Okajama          |
| Sota Kitano     | 13.8.2004      | Cerezo Ósaka             |
| Takatora Einaga | 7.4.2003       | Kawasaki Frontale        |
| Kosuke Macumura | 2.5.2004       | Hosei University         |
| Taisei Abe      | 7.6.2004       | V-Varen Nagasaki         |
| Útočníci        |                |                          |
| Šio Fukuda      | 8.4.2004       | Borussia Mönchengladbach |
| Isa Sakamoto    | 26.8.2003      | Fagiano Okajama          |
| Naoki Kumata    | 2.8.2004       | FC Tokio                 |

### Izrael
Hlavní trenér:  Ofir Haim
| Jméno                | Datum narození | Klub                   |
| Brankáři             | Brankáři       | Brankáři               |
| -------------------- | -------------- | ---------------------- |
| Tomer Zarfati        | 16.10.2003     | Makabi Netanja FC      |
| Ofek Melika-Aharon   | 23.1.2005      | Hapoel Ra'anana AFC    |
| Nitai Greis          | 8.7.2004       | Makabi Haifa FC        |
| Obránci              |                |                        |
| Ilay Feingold        | 23.8.2004      | Makabi Haifa FC        |
| Or Israelov          | 2.9.2004       | Hapoel Tel Aviv FC     |
| Stav Lemkin          | 2.4.2003       | Hapoel Tel Aviv FC     |
| Shon Edri            | 24.10.2003     | Hapoel Ašdod FC        |
| Roy Revivo           | 22.5.2003      | Hapoel Jeruzalém FC    |
| Noam Ben-Harush      | 13.5.2005      | Hapoel Haifa FC        |
| Hadar Fuchs          | 13.12.2003     | Maccabi Petah Tikva FC |
| Záložníci            |                |                        |
| El-Yam Kancepolsky   | 22.12.2003     | Hapoel Tel Aviv FC     |
| Ilay Madmoun -       | 23.2.2003      | Bejtar Jeruzalém FC    |
| Hamza Shibli         | 19.8.2004      | Makabi Haifa FC        |
| Aharon Roy Nawi      | 3.4.2004       | Maccabi Tel Aviv FC    |
| Tay Abed             | 8.3.2004       | PSV Eindhoven          |
| Ran Binyamin         | 6.2.2004       | Hapoel Tel Aviv FC     |
| Útočníci             |                |                        |
| Anan Khalaily        | 3.9.2004       | Makabi Haifa FC        |
| Dor Turgeman         | 24.10.2003     | Maccabi Tel Aviv FC    |
| Ariel Lugasi         | 24.11.2004     | Maccabi Petah Tikva FC |
| Omer Senior          | 23.2.2003      | Hapoel Tel Aviv FC     |
| Ahmed Ibrahim Salman | 21.3.2004      | Makabi Netanja FC      |

### Kolumbie
Hlavní trenér:  Héctor Cárdenas
| Jméno                 | Datum narození | Klub                   |
| Brankáři              | Brankáři       | Brankáři               |
| --------------------- | -------------- | ---------------------- |
| Luis Marquinez        | 10.4.2003      | Atlético Nacional      |
| Juan Diego Castillo   | 13.1.2003      | Fortaleza CEIF         |
| Alexei Rojas          | 28.9.2005      | Arsenal FC             |
| Obránci               |                |                        |
| Daniel Pedrozo        | 19.3.2004      | Real Cartagena         |
| Édier Ocampo          | 3.10.2003      | Atlético Nacional      |
| Fernando Álvarez      | 24.8.2003      | CF Pachuca             |
| Kevin Mantilla        | 22.5.2003      | Independiente Santa Fe |
| Julián Palacios       | 7.8.2003       | Envigado FC            |
| Devan Tanton          | 3.1.2004       | Fulham FC              |
| Andrés Salazar        | 15.1.2003      | Atlético Nacional      |
| Záložníci             |                |                        |
| Jhon Vélez            | 25.7.2003      | Atlético Junior        |
| Gustavo Puerta -      | 23.7.2003      | 1. FC Norimberk        |
| Yáser Asprilla        | 19.11.2003     | Watford FC             |
| Alexis Manyoma        | 30.1.2003      | Cortuluá FC            |
| Juan Castilla         | 27.7.2004      | Houston Dynamo FC      |
| Jhojan Torres         | 12.1.2003      | Independiente Santa Fe |
| Miguel Monsalve       | 27.2.2004      | Independiente Medellín |
| Daniel Luna           | 7.5.2003       | RCD Mallorca           |
| Útočníci              |                |                        |
| Jorge Cabezas Hurtado | 6.9.2003       | Independiente Medellín |
| Tomás Ángel           | 20.2.2003      | Atlético Nacional      |
| Óscar Cortés          | 3.12.2003      | Millonarios FC         |

## Skupina D

### Itálie
Hlavní trenér:  Carmine Nunziata
| Jméno                  | Datum narození | Klub                           |
| Brankáři               | Brankáři       | Brankáři                       |
| ---------------------- | -------------- | ------------------------------ |
| Sebastiano Desplanches | 11.3.2003      | AC Trento 1921                 |
| Gioele Zacchi          | 10.7.2003      | US Sassuolo Calcio             |
| Jacopo Sassi           | 24.7.2003      | Giugliano Calcio 1928          |
| Obránci                |                |                                |
| Mattia Zanotti         | 11.2.2003      | FC Inter Milán                 |
| Riccardo Turicchia     | 5.2.2003       | Juventus FC                    |
| Daniele Ghilardi       | 6.1.2003       | Mantova 1911                   |
| Samuel Giovane -       | 28.3.2003      | Ascoli Calcio 1898 FC          |
| Filippo Fiumanò        | 23.2.2003      | Montevarchi Calcio Aquila 1902 |
| Gabriele Guarino       | 14.4.2004      | Empoli FC                      |
| Alessandro Fontanarosa | 7.2.2003       | FC Inter Milán                 |
| Záložníci              |                |                                |
| Matteo Prati           | 28.12.2003     | S.P.A.L.                       |
| Niccolò Pisilli        | 23.9.2004      | AS Řím                         |
| Cesare Casadei         | 10.1.2003      | Reading FC                     |
| Tommaso Baldanzi       | 23.3.2003      | Empoli FC                      |
| Giacomo Faticanti      | 31.7.2004      | AS Řím                         |
| Luca Lipani            | 18.5.2005      | Janov CFC                      |
| Duccio Degli Innocenti | 28.4.2003      | Empoli FC                      |
| Útočníci               |                |                                |
| Giuseppe Ambrosino     | 10.9.2003      | AS Cittadella                  |
| Daniele Montevago      | 18.3.2003      | UC Sampdoria                   |
| Francesco Pio Esposito | 28.6.2005      | FC Inter Milán                 |
| Simone Pafundi         | 14.3.2006      | Udinese Calcio                 |

### Brazílie
Hlavní trenér:  Ramon Menezes Hubner
| Jméno              | Datum narození | Klub                             |
| Brankáři           | Brankáři       | Brankáři                         |
| ------------------ | -------------- | -------------------------------- |
| Mycael             | 12.3.2004      | CA Paranaense                    |
| Kaique Azarias     | 16.4.2003      | Sociedade Esportiva Palmeiras    |
| Kauã Santos        | 11.4.2003      | CR Flamengo                      |
| Obránci            |                |                                  |
| Arthur             | 17.3.2003      | América Football Club            |
| Jean Pedroso       | 28.1.2004      | Coritiba Foot Ball Club          |
| Robert Renan       | 11.10.2003     | FK Zenit Sankt-Petěrburg         |
| Kaiki Bruno        | 8.3.2003       | Cruzeiro Esporte Clube           |
| André Dhominique   | 7.10.2003      | Esporte Clube Bahia              |
| Douglas Mendes     | 13.6.2004      | FC Red Bull Salzburg             |
| Záložníci          |                |                                  |
| Andrey Santos -    | 3.5.2004       | CR Vasco da Gama                 |
| Marlon Gomes       | 14.12.2003     | CR Vasco da Gama                 |
| Matheus Martins    | 16.7.2003      | Watford FC                       |
| Guilherme Biro     | 20.4.2004      | SC Corinthians Paulista          |
| Ronald Falkoski    | 11.2.2003      | Grêmio Foot-Ball Porto Alegrense |
| Útočníci           |                |                                  |
| Giovani            | 1.1.2004       | Sociedade Esportiva Palmeiras    |
| Marcos Leonardo    | 2.5.2003       | Santos FC                        |
| Marquinhos         | 7.4.2003       | Norwich City FC                  |
| Giovane            | 24.11.2003     | SC Corinthians Paulista          |
| Kevin              | 4.1.2003       | Sociedade Esportiva Palmeiras    |
| Matheus Nascimento | 3.3.2004       | Botafogo FR                      |
| Savinho            | 10.4.2004      | PSV Eindhoven                    |

### Nigérie
Hlavní trenér:  Ladan Bosso
| Jméno             | Datum narození | Klub                     |
| Brankáři          | Brankáři       | Brankáři                 |
| ----------------- | -------------- | ------------------------ |
| Nathaniel Nwosu   | 10.1.2006      | Water FC                 |
| John Utoblo       | 5.7.2003       | Mavlon FC                |
| Chijoke Aniagboso | 15.4.2004      | Giant Brillars FC        |
| Obránci           |                |                          |
| Augustine Njoku   | 2.8.2004       | Abia Warriors FC         |
| Solomon Agbalaka  | 9.11.2003      | Broad City FC            |
| Abel Ogwuche      | 6.7.2003       | Trelleborgs FF           |
| Daniel Bameyi -   | 4.1.2006       | Yum Yum FC               |
| Benjamin Fredrick | 28.5.2005      | Nasarawa United FC       |
| Israel Domingo    | 9.2.2004       | Family Worship Centre FC |
| Záložníci         |                |                          |
| Daniel Daga       | 10.1.2007      | Dakkada FC               |
| Tochukwu Nnadi    | 30.6.2003      | PFK Botev Plovdiv        |
| Victor Eletu      | 1.4.2005       | AC Milán                 |
| Ibrahim Abdullahi | 27.10.2005     | Samba FC                 |
| Samson Lawal      | 25.4.2004      | Katsina United FC        |
| John Joshua       | 18.1.2004      | Nasarawa United FC       |
| Útočníci          |                |                          |
| Haliru Sarki      | 2.2.2004       | Mahanaim FC              |
| Salim Fago Lawal  | 15.1.2003      | Mavlon FC                |
| Ibrahim Muhammad  | 3.2.2004       | FC Cartagena             |
| Jude Sunday       | 4.10.2004      | Real Sapphire FC         |
| Kehinde Ibrahim   | 15.1.2006      | Green Light Academy      |
| Umeh Emmanuel     | 31.8.2004      | PFK Botev Plovdiv        |

### Dominikánská republika
Hlavní trenér:  Walter Benítez
| Jméno               | Datum narození | Klub                   |
| Brankáři            | Brankáři       | Brankáři               |
| ------------------- | -------------- | ---------------------- |
| Omry Bello          | 28.5.2003      | O&M FC                 |
| Xavier Valdez       | 23.11.2003     | Houston Dynamo FC      |
| Enrique Bösl        | 7.2.2004       | FC Ingolstadt 04       |
| Obránci             |                |                        |
| Alex Ciriaco        | 21.3.2004      | Ilves                  |
| Sebastián Mañón     | 13.2.2003      | Dartmouth Big Green    |
| Kleffer Martes      | 13.1.2003      | CA Pantoja             |
| Israel Boatwright   | 2.6.2005       | Inter Miami CF         |
| Miguel Vásquez      | 26.2.2004      | Atlántico FC           |
| Alfeni Tamárez      | 14.6.2005      | CA Pantoja             |
| Guillermo de Peña   | 22.7.2003      | Moca FC                |
| Záložníci           |                |                        |
| Steven Martínez     | 10.9.2003      | Atlético Vega Real     |
| Ángel Montes de Oca | 18.2.2003      | Cibao FC               |
| Edison Azcona -     | 21.11.2003     | Inter Miami CF         |
| Yordy Álvarez       | 3.12.2005      | Atlántico FC           |
| Útočníci            |                |                        |
| Bryan More          | 29.5.2003      | Atlético Vega Real     |
| Anyelo Gómez        | 2.1.2003       | Jarabacoa FC           |
| Alejandro Martín    | 16.2.2006      | Rayo Ciudad Alcobendas |
| Oliver Schmidhauser | 2.6.2004       | RB Leipzig             |
| Yunior Peralta      | 2.2.2004       | Cibao FC               |
| Jason Yambatis      | 21.3.2003      | CA Pantoja             |
| Derek Cuevas        | 7.1.2004       | FC Barcelona           |

## Skupina E

### Uruguay
Hlavní trenér:  Marcelo Broli
| Jméno                   | Datum narození | Klub                   |
| Brankáři                | Brankáři       | Brankáři               |
| ----------------------- | -------------- | ---------------------- |
| Facundo Machado         | 19.1.2004      | Nacional Montevideo    |
| Randall Rodríguez       | 29.11.2003     | CA Peñarol             |
| José Arbío              | 21.1.2003      | River Plate Montevideo |
| Obránci                 |                |                        |
| Sebastián Boselli       | 4.12.2003      | Defensor Sporting      |
| Mateo Antoni            | 22.4.2003      | Liverpool FC           |
| Mateo Ponte             | 24.5.2003      | Danubio FC             |
| Mathías De Ritis        | 31.1.2003      | CA Peñarol             |
| Alan Matturro           | 11.10.2004     | Janov CFC              |
| Facundo González        | 6.7.2003       | Valencia CF            |
| Záložníci               |                |                        |
| Fabricio Díaz -         | 3.2.2003       | Liverpool FC           |
| Anderson Duarte         | 23.3.2004      | Defensor Sporting      |
| Rodrigo Chagas          | 20.8.2003      | Nacional Montevideo    |
| Andrés Ferrari          | 3.1.2003       | Defensor Sporting      |
| Franco González         | 22.6.2004      | Danubio FC             |
| Juan Cruz de los Santos | 22.2.2003      | River Plate Montevideo |
| Damián García           | 15.7.2003      | CA Peñarol             |
| Ignacio Sosa            | 31.8.2003      | Centro Atlético Fénix  |
| Matías Abaldo           | 2.4.2004       | Defensor Sporting      |
| Santiago Homenchenko    | 30.8.2003      | CA Peñarol             |
| Útočníci                |                |                        |
| Luciano Rodríguez       | 16.7.2003      | Liverpool FC           |
| Nicolás Siri            | 17.4.2004      | Montevideo City Torque |

### Irák
Hlavní trenér:  Emad Mohammed
| Jméno                 | Datum narození | Klub                       |
| Brankáři              | Brankáři       | Brankáři                   |
| --------------------- | -------------- | -------------------------- |
| Hussein Hassan        | 5.10.2003      | Al-Karkh SC                |
| Abbas Kareem          | 15.11.2003     | Al-Shorta SC               |
| Omran Zaki            | 2.8.2004       | Zakho SC                   |
| Obránci               |                |                            |
| Alai Ghasem           | 16.2.2003      | IFK Göteborg               |
| Roman Doulashi        | 7.8.2005       | Bonner SC                  |
| Kadhim Raad Hatem     | 5.3.2003       | Al-Quwa Al-Jawiya          |
| Adam Rasheed          | 10.7.2006      | Aalborg Boldspilklub       |
| Abbas Manie           | 11.1.2003      | Amanat Bagdád SC           |
| Muslim Moussa         | 11.3.2005      | Al-Mina'a SC               |
| Sajjad Mohammed Mahdi | 25.2.2003      | Naft Maysan SC             |
| Záložníci             |                |                            |
| Abdul-Razzak Qasim -  | 19.2.2003      | Al-Shorta SC               |
| Alexander Aoraha      | 17.1.2003      | Queens Park Rangers FC     |
| Ali Sadiq             | 13.2.2003      | Al-Zawraa SC               |
| Abbas Majed           | 29.10.2003     | Al-Talaba SC               |
| Hayder Abdulkareem    | 7.8.2004       | Al-Zawraa SC               |
| Útočníci              |                |                            |
| Mohammed Jameel       | 25.11.2005     | Al-Sinaat Al-Kahrabaiya SC |
| Abdulqader Ayoub      | 23.7.2003      | Erbil SC                   |
| Youssef Amyn          | 21.8.2003      | Feyenoord                  |
| Ashar Ali             | 24.9.2003      | Al-Mina'a SC               |
| Abbas Fadhil          | 13.7.2003      | Naft Maysan SC             |
| Ali Jasim             | 20.1.2004      | Al-Kahrabaa SC             |

### Anglie
Hlavní trenér:  Ian Foster
| Jméno               | Datum narození | Klub                      |
| Brankáři            | Brankáři       | Brankáři                  |
| ------------------- | -------------- | ------------------------- |
| Matthew Cox         | 2.5.2003       | Brentford FC              |
| James Beadle        | 16.7.2004      | Crewe Alexandra FC        |
| Teddy Sharman-Lowe  | 30.3.2003      | Havant & Waterlooville FC |
| Obránci             |                |                           |
| Brooke Norton-Cuffy | 12.1.2004      | Coventry City FC          |
| Callum Doyle        | 3.10.2003      | Coventry City FC          |
| Bashir Humphreys    | 15.3.2003      | SC Paderborn 07           |
| Jarell Quansah      | 29.1.2003      | Bristol Rovers FC         |
| Ronnie Edwards      | 28.3.2003      | Peterborough United FC    |
| Imari Samuels       | 5.2.2003       | Brighton & Hove Albion FC |
| Daniel Oyegoke      | 3.1.2003       | Brentford FC              |
| Záložníci           |                |                           |
| Alex Scott          | 21.8.2003      | Bristol City FC           |
| Alfie Devine        | 1.8.2004       | Tottenham Hotspur FC      |
| Xavier Simons       | 20.2.2003      | Hull City AFC             |
| Aaron James Ramsey  | 21.1.2003      | Middlesbrough FC          |
| Harvey Vale -       | 11.9.2003      | Chelsea FC                |
| Darko Gyabi         | 18.2.2004      | Leeds United FC           |
| Samuel Edozie       | 28.1.2003      | Southampton FC            |
| Útočníci            |                |                           |
| Dane Scarlett       | 24.3.2004      | Tottenham Hotspur FC      |
| Mateo Joseph        | 19.10.2003     | Leeds United FC           |
| Liam Delap          | 8.2.2003       | Preston North End FC      |
| Daniel Jebbison     | 13.8.2003      | Sheffield United FC       |

### Tunisko
Hlavní trenér:  Montassár Luhíčí
| Jméno                 | Datum narození | Klub                        |
| Brankáři              | Brankáři       | Brankáři                    |
| --------------------- | -------------- | --------------------------- |
| Raed Gazzéh           | 17.10.2003     | Étoile Sportive du Sahel    |
| Thomas Zúgí           | 11.4.2005      | US Sassuolo Calcio          |
| Dries Arfáví          | 23.11.2004     | KMSK Deinze                 |
| Obránci               |                |                             |
| Mahmúd Gorbél         | 31.12.2003     | CS Sfaxien                  |
| Zinedin Sasí          | 4.8.2003       | Espérance Sportive de Tunis |
| Karim Abed            | 27.2.2004      | Karlsruher SC               |
| Raed Búčníba          | 25.9.2003      | Espérance Sportive de Tunis |
| Raján Nasráví         | 27.6.2003      | Nîmes Olympique             |
| Alí Saúdí             | 20.12.2003     | Stade Tunisien              |
| Záložníci             |                |                             |
| Gaít Úhábí -          | 2.5.2003       | Espérance Sportive de Tunis |
| Samí Čúčáne           | 5.9.2003       | Brighton & Hove Albion FC   |
| Jasín Drídí           | 3.4.2003       | Club Africain               |
| Chaím Džabálí         | 7.2.2004       | Olympique Lyon              |
| Muhammad Wael Derbálí | 18.6.2003      | Olympique Béja              |
| Baraket Hmídí         | 1.2.2003       | CS Sfaxien                  |
| Málik Mehrí           | 21.10.2003     | Espérance Sportive de Tunis |
| Útočníci              |                |                             |
| Júsef Snaná           | 24.3.2004      | Club Africain               |
| Rakí Aúání            | 11.9.2004      | Étoile Sportive du Sahel    |
| Muhammad Dáví         | 14.5.2003      | Al-Ahly SC                  |
| Bešír Jakúb           | 24.5.2004      | AS Monaco FC                |
| Džibril Otmán         | 26.4.2004      | AS Saint-Étienne            |

## Skupina F

### Francie
Hlavní trenér:  Landry Chauvin
| Jméno               | Datum narození | Klub                    |
| Brankáři            | Brankáři       | Brankáři                |
| ------------------- | -------------- | ----------------------- |
| Thimothée Lo-Tutala | 13.2.2003      | Hull City AFC           |
| Yann Lienard        | 16.3.2003      | AS Monaco FC            |
| Lucas Lavallée      | 18.2.2003      | Paris Saint-Germain FC  |
| Obránci             |                |                         |
| Tanguy Zoukrou      | 7.5.2003       | Troyes AC               |
| Thérence Koudou     | 13.12.2004     | Stade Reims             |
| Ousmane Camara      | 6.3.2003       | Angers SCO              |
| Félix Nzouango      | 7.1.2003       | Juventus FC             |
| Cheick Keita        | 2.4.2003       | Stade Reims             |
| Jordan Semedo       | 15.1.2003      | AS Monaco FC            |
| Brayann Pereira     | 21.5.2003      | Football Bourg-Péronnas |
| Záložníci           |                |                         |
| Florent Da Silva    | 2.4.2003       | FC Volendam             |
| Warren Bondo        | 15.9.2003      | Reggina 1914            |
| Soungoutou Magassa  | 8.10.2003      | AS Monaco FC            |
| Etienne Camara      | 30.3.2003      | Huddersfield Town AFC   |
| Martin Adeline      | 2.12.2003      | Rodez AF                |
| Útočníci            |                |                         |
| Alan Virginius -    | 3.1.2003       | Lille OSC               |
| Malamine Efekele    | 19.7.2004      | AS Monaco FC            |
| Sekou Lega          | 21.1.2003      | Olympique Lyon          |
| Antoine Joujou      | 12.3.2003      | Le Havre AC             |
| Wilson Odobert      | 28.11.2004     | Troyes AC               |
| Alexis Tibidi       | 3.11.2003      | Troyes AC               |

### Jižní Korea
Hlavní trenér:  Kim Eun-čung
| Jméno           | Datum narození | Klub                  |
| Brankáři        | Brankáři       | Brankáři              |
| --------------- | -------------- | --------------------- |
| Kim Čun-hong    | 3.6.2003       | Gimčchon Sangmu FC    |
| Kim Čung-hun    | 9.8.2004       | Korea University      |
| Mun Hjon-ho     | 13.5.2003      | Čchungnam Asan FC     |
| Obránci         |                |                       |
| Pak Čchang-wu   | 1.3.2003       | Čonbuk Hyundai Motors |
| Hwang In-tek    | 1.4.2003       | Soul E-Land FC        |
| Čchoi Sok-hjon  | 13.1.2003      | Dankook University    |
| I Čchan-wuk     | 3.2.2003       | Gjongnam FC           |
| Čchoi Je-hun    | 19.8.2003      | Pusan IPark           |
| Čcho Jung-kwang | 11.3.2004      | FC Seoul              |
| Be So-čun       | 11.12.2003     | Dečon Hana Citizen FC |
| Kim Či-su       | 24.12.2004     | Songnam FC            |
| Záložníci       |                |                       |
| Pak Hjun-bin    | 19.5.2003      | Inčchon United FC     |
| Kim Jong-hak    | 20.5.2003      | Portimonense SC       |
| I Sung-won -    | 6.3.2003       | Gangwon FC            |
| Be Čun-ho       | 21.8.2003      | Dečon Hana Citizen FC |
| Kang Song-čin   | 26.3.2003      | FC Seoul              |
| Kang Sang-jun   | 31.5.2004      | Čonbuk Hyundai Motors |
| I Sung-čun      | 11.8.2004      | FC Seoul              |
| I Či-han        | 8.1.2003       | SC Freiburg           |
| Útočníci        |                |                       |
| I Jung-čun      | 23.5.2003      | Gimčchon Sangmu FC    |
| Pak Sung-ho     | 11.9.2003      | Inčchon United FC     |

### Gambie
Hlavní trenér:  Abdoulie Bojang
| Jméno              | Datum narození | Klub              |
| Brankáři           | Brankáři       | Brankáři          |
| ------------------ | -------------- | ----------------- |
| Pa Ebou Dampha     | 29.3.2003      | Waa Banjul FC     |
| Youkasseh Sanyang  | 6.1.2004       | Steve Biko FC     |
| Ebrima Jaiteh      | 19.12.2004     | TMT FA            |
| Obránci            |                |                   |
| Sainey Sanyang     | 18.4.2003      | Hawks FC          |
| Alagie Saine -     | 20.1.2003      | AC Horsens        |
| Dembo Saidykhan    | 20.1.2004      | Steve Biko FC     |
| Moses Jarju        | 5.10.2003      | Fortune FC        |
| Bakary Jawara      | 2.4.2003       | Fortune FC        |
| Záložníci          |                |                   |
| Mahmudu Bajo       | 15.8.2004      | Granada CF        |
| Bailo Bah          | 4.3.2003       | Hawks FC          |
| Salifu Colley      | 13.10.2003     | Real de Banjul FC |
| Muhammed Jobe      | 26.5.2004      | Real de Banjul FC |
| Haruna Rasid Njie  | 23.9.2005      | Gunjur United FC  |
| Muhammed Sawaneh   | 30.12.2003     | Teungueth FC      |
| Útočníci           |                |                   |
| Ba Lamin Sowe      | 1.12.2003      | CD Tenerife       |
| Mansour Mbye       | 1.1.2003       | Banjul United FC  |
| Kajally Drammeh    | 10.10.2003     | Cape Town City FC |
| Modou Lamin Marong | 27.11.2005     | GD Interclube     |
| Ebrima Singhateh   | 10.9.2003      | SK Slavia Praha   |
| Adama Bojang       | 28.5.2004      | Steve Biko FC     |
| Mamin Sanyang      | 6.2.2003       | FC Bayern Mnichov |

### Honduras
Hlavní trenér:  Luis Alvarado
| Jméno                  | Datum narození | Klub                 |
| Brankáři               | Brankáři       | Brankáři             |
| ---------------------- | -------------- | -------------------- |
| Juergen García         | 28.1.2005      | Lone FC              |
| José Valdez            | 17.4.2003      | CDS Vida             |
| Medardo Laínez         | 4.2.2004       | Real CD España       |
| Obránci                |                |                      |
| Darlin Mencia          | 9.4.2003       | Real CD España       |
| Geremy Rodas           | 19.3.2004      | Minnesota United FC  |
| Anfronit Tatum         | 2.6.2005       | Real CD España       |
| Aaron Zúñiga -         | 4.11.2003      | Real CD España       |
| Javier Arriaga         | 1.8.2004       | CD Marathón          |
| Jose Martinez Crisanto | 1.12.2003      | CD Olimpia           |
| Felix García           | 2.2.2004       | CD Olimpia           |
| Záložníci              |                |                      |
| David Ruiz             | 8.2.2004       | Inter Miami CF       |
| Tomás Sorto            | 16.1.2003      | CD Honduras Progreso |
| Isaac Castillo         | 24.5.2003      | CD Marathón          |
| Heber Núñez            | 28.9.2003      | CD Olimpia           |
| Kolton Kelly           | 12.2.2004      | CD Victoria          |
| Útočníci               |                |                      |
| Odin Ramos             | 16.2.2004      | CD Marathón          |
| Exon Arzú              | 19.5.2004      | Real CD España       |
| Marco Aceituno         | 28.12.2003     | Real CD España       |
| Maynor Arzu            | 16.11.2003     | CD Real Sociedad     |
| Daniel Bodden          | 12.9.2003      | Real CD España       |
| Jefryn Macías          | 2.1.2004       | Lobos UPNFM          |